# منهاج عمل بيجين
تم تبني منهاج عمل بيجين في المؤتمر العالمي الرابع للمرأة في بيجين -تشرين الأول 1995 -، وهو يؤكد على المبدأ الأساسي القائل بأن حقوق المرأة الإنسانية وحقوق الطفلة حقوق ثابتة وأساسية ولا يمكن فصلها عن حقوق الإنسان العالمية، كما يركز هذا المنهاج على أن لدى النساء همومًا مشتركة يمكن مواجهتها من خلال العمل الجماعي وبالاشتراك مع الرجال للوصول إلى الهدف الرئيسي وهو المساواة في النوع الاجتماعي، ويحترم هذا المنهاج ويقدر التنوع في أوضاع النساء.
تعد خطة عمل بكين أداة أخرى لمناصري المساواة الجندرية للترويج لخطة عمل مشتركة في سياق السلام والأمن. وتخاطب بشكل خاص وضع النساء في الصراع المسلح وأهمية الدور الذي يمكن أن يضطلعن به في عملية السلام، ووضع عدد من الأهداف الاستراتيجية:
1-زيادة مشاركة النساء في حل النزاع على مستويات صنع القرارات وحماية النساء اللاتي يعشن في ظروف نزاع مسلح أو أنواع أخرى من النزاع أو تحت الاحتلال الأجنبي.
2-تخفيض النفقات العسكرية المفرطة والسيطرة على الأسلحة المتوفرة.
3-تشجيع الأشكال الخالية من العنف لتسوية النزاعات والحد من حالات انتهاك حقوق الإنسان في حالات النزاع
4-تشجيع مساهمة المرأة في تعزيز ثقافة السلام.
5-توفير الحماية والمساعدة والتدريب للاجئات والنازحات وفي حاجة إلى الحماية الدولية والنازحات في الداخل.
6-تقديم المساعدة إلى النساء في المستعمرات والأقاليم التي لا تتمتع بالحكم الذاتي.
7- نكرس أنفسنا بلا تحفظ لمعالجة هذه القيود والعقبات ومن ثم زيادة تعزيز النهوض بالمرأة وتمكينها في جميع أنحاء العالم واتفقوا على أن هذا يتطلب اتخاذ إجراءات عاجلة بروح من التصميم والأمل والتعاون والتضامن الآن ودفعنا إلى القرن المقبل
ونؤكد من جديد التزامنا بما يلي
8- المساواة في الحقوق والكرامة الإنسانية المتأصلة في المرأة والرجل وغيرها من المقاصد والمبادئ المكرسة في ميثاق الأمم المتحدة والإعلان العالمي لحقوق الإنسان وغيره من الصكوك الدولية لحقوق الإنسان وبخاصة اتفاقية القضاء على جميع اشكال التمييز ضد المراة واتفاقية حقوق الطفل، وكذلك اعلان القضاء على العنف ضد المراة واعلان الحق في التنمية
9- كفالة التنفيذ الكامل لحقوق الإنسان للمرأة والطفلة بوصفها جزءا لا يتجزأ ولا يتجزأ من جميع حقوق الإنسان والحريات الأساسية
10- بناء على توافق الاراء والتقدم المحرز في مؤتمرات الامم المتحدة ومؤتمرات القمة السابقة - بشأن المرأة في نيروبي في عام 1985، وبشأن الطفل في نيويورك في عام 1990، وبشأن البيئة والتنمية في ريو دي جانيرو في عام 1992 وبشأن حقوق الإنسان في فيينا في عام 1993، السكان والتنمية في القاهرة في عام 1994، والتنمية الاجتماعية في كوبنهاغن في عام 1995 بهدف تحقيق المساواة والتنمية والسلم
11- تحقيق التنفيذ الكامل والفعال لاستراتيجيات نيروبي التطلعية للنهوض بالمرأة
12 -تمكين المرأة والنهوض بها، بما في ذلك الحق في حرية الفكر والوجدان والدين والمعتقد، مما يسهم في تلبية الاحتياجات الاخلاقية والاخلاقية والروحية والفكرية للمرأة والرجل فرادى أو في المجتمع المحلي مع الآخرين وبالتالي ضمان لهم إمكانية تحقيق إمكاناتهم الكاملة في المجتمع وتشكيل حياتهم وفقا لتطلعاتهم الخاصة
ونحن مقتنعون بما يلي
13- إن تمكين المرأة ومشاركتها الكاملة على أساس المساواة في جميع مجالات المجتمع بما في ذلك المشاركة في عملية صنع القرار والحصول على السلطة أمران أساسيان لتحقيق المساواة والتنمية والسلام
14- وحقوق المراة هي حقوق الانسان
15- المساواة في الحقوق والفرص وإمكانية الحصول على الموارد وتقاسم الرجال والنساء لمسؤوليات الأسرة على قدم المساواة وإقامة شراكة منسجمة بينهما أمور حاسمة بالنسبة لرفاهيتهم ولرفاه أسرهم فضلا عن توطيد الديمقراطية
16- ويتطلب القضاء على الفقر القائم على النمو الاقتصادي المطرد والتنمية الاجتماعية وحماية البيئة والعدالة الاجتماعية مشاركة المرأة في التنمية الاقتصادية والاجتماعية وتكافؤ الفرص، ومشاركة المرأة والرجل مشاركة كاملة وعلى قدم المساواة بوصفهما عاملين ومستفيدين من التنمية المستدامة التي محورها البشر
17- إن الاعتراف الصريح بحق جميع النساء في السيطرة على جميع جوانب صحتهن، ولا سيما خصوبتهن وإعادة التأكيد على ذلك الحق هو أمر أساسي في تمكينهن
18- إن السلام المحلي والوطني والإقليمي والعالمي يمكن تحقيقه ويرتبط ارتباطا لا ينفصم بالنهوض بالمرأة التي هي قوة أساسية للقيادة وحل الصراعات وتعزيز السلام الدائم على جميع المستويات
19- ومن الضروري تصميم وتنفيذ ورصد سياسات وبرامج فعالة وكفؤة ومتعاضدة تراعي الفوارق بين الجنسين بما في ذلك السياسات والبرامج الإنمائية على جميع المستويات بما يعزز تمكين المرأة والنهوض بها وذلك بمشاركة كاملة من المرأة
20- ومشاركة ومساهمة جميع الجهات الفاعلة من المجتمع المدنى، ولا سيما الجماعات والشبكات النسائية وغيرها من المنظمات غير الحكومية والمنظمات المجتمعية مع الاحترام الكامل لاستقلالها الذاتى بالتعاون مع الحكومات هما أمران هامان للتنفيذ والمتابعة الفعالين لمنهاج العمل
21- ويتطلب تنفيذ منهاج العمل التزاما من الحكومات والمجتمع الدولي. وتعترف الحكومات والمجتمع الدولي بضرورة اتخاذ إجراءات ذات أولوية من أجل تمكين المرأة والنهوض بها وذلك بتقديم التزامات وطنية ودولية للعمل بما في ذلك الالتزامات التي تم التعهد بها في المؤتمر
ونحن مصممون على
22- تكثيف الجهود والإجراءات لتحقيق أهداف استراتيجيات نيروبي التطلعية للنهوض بالمرأة بحلول نهاية هذا القرن
23- كفالة تمتع المرأة والطفلة تمتعا كاملا بجميع حقوق الإنسان والحريات الأساسية واتخاذ إجراءات فعالة ضد انتهاكات هذه الحقوق والحريات
24- اتخاذ جميع التدابير اللازمة للقضاء على جميع أشكال التمييز ضد المرأة والطفلة وإزالة جميع العقبات التي تعترض تحقيق المساواة بين الجنسين والنهوض بالمرأة وتمكينها
25- تشجيع الرجال على المشاركة الكاملة في جميع الأعمال الرامية إلى تحقيق المساواة
26 -تعزيز الاستقلال الاقتصادي للمرأة بما في ذلك العمالة والقضاء على عبء الفقر المستمر والمتزايد على المراة بمعالجة الاسباب الهيكلية للفقر من خلال التغييرات الحاصلة على الهياكل الاقتصادية وكفالة تكافؤ فرص حصول جميع النساء بمن فيهن النساء الريفيات بوصفهن عوامل انمائية حيوية على الموارد الانتاجية والفرص والخدمات العامة
27- تعزيز التنمية المستدامة التي تركز على الناس بما في ذلك النمو الاقتصادي المستدام من خلال توفير التعليم الأساسي والتعليم مدى الحياة ومحو الأمية والتدريب والرعاية الصحية الأولية للفتيات والنساء
28- اتخاذ خطوات إيجابية لضمان السلام من أجل النهوض بالمرأة، وإذ تسلم بالدور الرائد الذي تؤديه المرأة في حركة السلام، تعمل بنشاط من أجل نزع السلاح العام الكامل في ظل رقابة دولية صارمة وفعالة ودعم المفاوضات بشان ابرام معاهدة عالمية للحظر الشامل للتجارب النووية يمكن التحقق منها على نحو متعدد الاطراف وفعال تسهم في نزع السلاح النووى ومنع انتشار الاسلحة النووية من جميع جوانبه
29- منع جميع أشكال العنف ضد النساء والفتيات والقضاء عليها
30- كفالة المساواة في فرص حصول المرأة والرجل على التعليم والرعاية الصحية والمساواة في معاملتهما وتعزيز الصحة الجنسية والإنجابية للمرأة فضلا عن التعليم
31- تعزيز وحماية جميع حقوق الإنسان للمرأة والفتاة
32- تكثيف الجهود لضمان تمتع جميع النساء والفتيات اللاتي يواجهن عقبات متعددة أمام تمكينهن والنهوض بهن على قدم المساواة بجميع حقوق الإنسان والحريات الأساسية، وذلك بسبب عوامل مثل عرقهن أو سنهن أو لغتهن أو عرقهن أو ثقافتهن أو دينهن أو عجزهن أو لانهن من السكان الأصليين
33- ضمان احترام القانون الدولي، بما في ذلك القانون الإنساني من أجل حماية النساء والفتيات بصفة خاصة
34- تنمية كامل إمكانيات الفتيات والنساء من جميع الأعمار وضمان مشاركتهن الكاملة والمتساوية في بناء عالم أفضل للجميع وتعزيز دورهن في عملية التنمية
ونحن مصممون على ذلك
35- ضمان حصول المرأة على الموارد الاقتصادية على قدم المساواة بما في ذلك الأرض والائتمان والعلم والتكنولوجيا والتدريب المهني والمعلومات والاتصالات والأسواق، كوسيلة لتعزيز النهوض بالمرأة والفتاة وتمكينها، بما في ذلك من خلال تعزيز قدراتها على التمتع بفوائد المساواة في الوصول إلى هذه الموارد بوسائل من بينها التعاون الدولي
36- كفالة نجاح منهاج العمل الذي سيتطلب التزاما قويا من جانب الحكومات والمنظمات والمؤسسات الدولية على جميع المستويات. ونحن مقتنعون اقتناعا عميقا بأن التنمية الاقتصادية والتنمية الاجتماعية وحماية البيئة عناصر مترابطة يعزز بعضها بعضا من عناصر التنمية المستدامة التي هي الإطار لجهودنا الرامية إلى تحقيق نوعية أعلى من الحياة لجميع الناس إن التنمية الاجتماعية المنصفة التي تعترف بتمكين الفقراء ولا سيما النساء اللاتي يعشن في فقر من استخدام الموارد البيئية على نحو مستدام هي أساس ضروري للتنمية المستدامة - ونسلم أيضا بأن النمو الاقتصادي العريض القاعدة والمستدام في سياق التنمية المستدامة ضروري لدعم التنمية الاجتماعية والعدالة الاجتماعية. وسيتطلب نجاح منهاج العمل أيضا تعبئة كافية للموارد على الصعيدين الوطني والدولي، فضلا عن توفير موارد جديدة وإضافية للبلدان النامية من جميع آليات التمويل المتاحة بما في ذلك المصادر المتعددة الاطراف والثنائية والخاصة للنهوض بالمرأة الموارد المالية اللازمة لتعزيز قدرة المؤسسات الوطنية ودون الإقليمية والإقليمية والدولية والالتزام بالمساواة في الحقوق والمسؤوليات وتكافؤ الفرص وبمشاركة المرأة والرجل على قدم المساواة في جميع الهيئات الوطنية والإقليمية والدولية وعمليات صنع السياسات وانشاء أو تعزيز اليات على جميع المستويات للمساءلة امام نساء العالم
37- ضمان نجاح منهاج العمل في البلدان التي تمر اقتصاداتها بمرحلة انتقالية، الذي سيتطلب استمرار التعاون والمساعدة الدوليين
38- ونحن نعتمد ونلتزم نحن الحكومات بتنفيذ منهاج العمل التالي مع ضمان انعكاس منظور نوع الجنس في جميع سياساتنا وبرامجنا ونحث منظومة الأمم المتحدة والمؤسسات المالية الإقليمية والدولية، والمؤسسات الإقليمية والدولية الأخرى ذات الصلة، وجميع النساء والرجال، فضلا عن المنظمات غير الحكومية، على أن تحترم استقلالهم الذاتي احتراما كاملا وجميع قطاعات المجتمع المدنى بالتعاون مع الحكومات الالتزام التام بتنفيذ منهاج العمل هذا والإسهام فيه.